# Bachelor of Arts and Science
Un Bachelor of Arts and Science(s) (BASc), est un diplôme de premier cycle décerné par un petit nombre d'universités de pays tels que les États-Unis, le Canada, le Royaume-Uni, la Nouvelle-Zélande, l'Australie et la France. Il n'existe pas de structure unique pour un programme de BASc, mais les programmes impliquent généralement que les étudiants suivent des cours interdisciplinaires à la fois dans les sciences sociales et dans les sciences, et/ou exigent qu'un étudiant remplisse les conditions générales d'un bachelor pour deux majeures académiques différentes (ou mineures académiques ) - l'une qui mène généralement à un diplôme de BA et l'autre qui mène généralement à un diplôme de BSc. Les diplômes sont généralement conçus pour être complétés en trois à quatre ans, selon l'établissement.
Dans les universités anglophones, le BASc n'est pas un double diplôme, car les universités ne confèrent qu'un seul diplôme. Toutefois, Sciences Po, seule université francophone à proposer le programme avec ses universités partenaires, délivre deux diplômes à l'issue de la formation.